# Ahmet Burak Solakel
Ahmet Burak Solakel (* 1. März 1982 in Izmir) ist ein türkischer Fußballspieler.

## Karriere

### Verein
Solakel begann hier in der Jugend von Bucaspor mit seiner Vereinskarriere und wurde 2000 mit einem Profivertrag versehen in die Profimannschaft aufgenommen. Bei dem damaligen Drittligisten fand er schnell Zugang zur Mannschaft und absolvierte in seiner ersten Saison 18 Ligabegegnungen. Bereits zum Ende seiner zweiten Saison wurde er vom Ligakonkurrenten Gaziantep Büyükşehir Belediyespor abgeworben. Hier etablierte er sich zu einem der erfolgreichsten Abwehrspieler der Liga. Nach eineinhalbjähriger Tätigkeit verließ er diesen Verein und wechselte zum Erstligisten Gaziantepspor. Dort saß er bis zum Saisonende lediglich auf er Ersatzbank. Daraufhin verließ er zum Saisonende diesen Verein und wechselte zum Drittligisten Adanaspor. Bereits nach einer Saison kehrte er wieder zu Gaziantepspor zurück und spielte hier eine Spielzeit. Während dieser Spielzeit kam er als Ergänzungsspieler nur sporadisch zu Einsätzen.
Zur Saison 2006/07 wechselte er dann zum Zweitligisten Mardinspor und spielte hier die nächsten zwei Jahre. Anschließend verließ er den Verein und ging zum Ligakonkurrenten Karşıyaka SK. Mit diesem Verein schaffte er es in die Play-offs der TFF 1. Lig und verpasste erst in letzter Instanz den Aufstieg in die Süper Lig.
Im Sommer 2009 wechselte er zum damaligen Erstligisten Denizlispor. Mit der Mannschaft stieg er nach der ersten Saison in die TFF 1. Lig ab. Er spielte noch eine Spielzeit in der 1. Lig und verließ den Verein nach Vertragsablauf.
Nach dem Vertragsablauf mit Denizlispor zur Saison 2011/12 kehrte er zu seinem vorletzten Verein Karşıyaka SK zurück. Dort gab es jedoch Unstimmigkeiten bezüglich der Gehaltszahlungen, sodass Solakel im Januar 2013 wieder zurück zu Denizlispor kehrte. Hier unterschrieb er einen Vertrag bis 2013. Mit dem Vertragsauslauf zum Sommer 2013 wechselte er dann innerhalb der TFF 1. Lig zu Samsunspor.
Nach zwei Jahren für Samsunspor wechselte Sokalel zur Saison 2015/16 zum Ligarivalen Adana Demirspor und eine weitere Saison weiter zu Yeni Malatyaspor. Bereits zur nächsten Rückrunde kehrte er zu Samsunspor zurück.

### Nationalmannschaft
Solakel absolvierte 1999 ein Spiel für die türkische U-16- und acht Spiele für die türkische U-17-Nationalmannschaft. In seinem letzten Spiel, ein Freundschaftsspiel gegen die Slowakei, erzielte er sein einziges Länderspieltor.